# Паддінгтон (станція)
51°31′00″ пн. ш. 0°10′38″ зх. д. / 51.516666666667° пн. ш. 0.17722222222222° зх. д.
Паддінгтон (англ. London Paddington station) — одна з провідних залізничних станцій британської столиці, розташована в однойменному районі округу Вестмінстер у північно-західній частині Лондона. Звідси відправляють потяги на захід Великої Британії - в Бат, Бристоль, Уельс, а також до аеропорту Хітроу. Будівля вокзалу - видатний пам'ятник ранньої індустріальної архітектури (арх. Ісамбард Кіндом Брунель, 1854). Модернізований в 1906 - 1915 і в 2000-х рр. Фігурує в романі Агати Крісті «О 4.50 з Паддінгтона», в серії дитячих оповідань про ведмедика Паддінгтона (англ. Paddington Bear).
Історична будівля Паддінгтонського вокзалу була побудована для обслуговування залізниці Great Western Railway і обслуговує потяги з 1838 року. Велика частина сучасної будівлі вокзалу була побудована в 1854 році за проєктом архітектора Брюнеля. Перший поїзд метро у світі прибув на станцію в 1863 році, коли відкрилася перша лінія лондонської підземки Metropolitan Railway.
Попри те, що будівля вокзалу є пам'ятник архітектури, комплекс неодноразово модернізувався і перебудовувався, востаннє через відкриття прямого залізничного сполучення з аеропортом Хітроу. Станцію Паддінгтон відносять до першої транспортної зони.

## Розташування

Схема розташування

Станція розташована далеко від жвавих транспортних магістралей. Прямо перед вокзалом прямує невелика вуличка Прайд-стріт (англ. Praed Street), а позаду нього місце під назвою Бішопс-брідж, що дало колись назву першій залізничній станції в цьому районі. Виходячи з вокзалу в цьому місці, пасажири потрапляють на вуличку Бішопс-брідж-роуд. Остання перетинає привокзальну площу. Зі східного боку вокзал прикриває Істбурн-терас, розташована на березі Паддінгтонського гирла каналу Гранд-Юніон. На північ від вокзалу знаходиться Вествей, на північний схід — Еджвор-Роуд, а на схід і південний схід — Лондонська Внутрішня кільцева дорога
Прилеглий район частково житловий, і має велику лікарню Святої Марії. Район, в якому розташований вокзал Паддінгтон відомий своїми численними готелями. Останнім часом тут стала також з'являтися і адміністративно-офісна забудова.

## Залізнична станція
Офіційна назва станції Лондон-Паддінгтон (англ. London Paddington), хоча таку назву станції використовується, переважно, за межами Лондона. Сьогодні це сьомий за завантаженістю британський залізничний вокзал і одна з сімнадцяти станцій, керованих компанією Network Rail.

## Історія станції
Першою станцією, побудованої в цьому районі, була тимчасова кінцева зупинка поїздів, які прямували по «Великій західній залізниці», побудована на східній стороні вулиці Бішопс-брідж-роуд. Перший поїзд з Лондона в Тейплоу, Мейденхед, відправився від Паддінгтонського вокзалу в 1838 році. Після завершення будівництва основних будівель станції в 1854 році, Паддінгтон починає грати роль важливого депо для прийому і розвантаження товарних потягів.

## Послуги

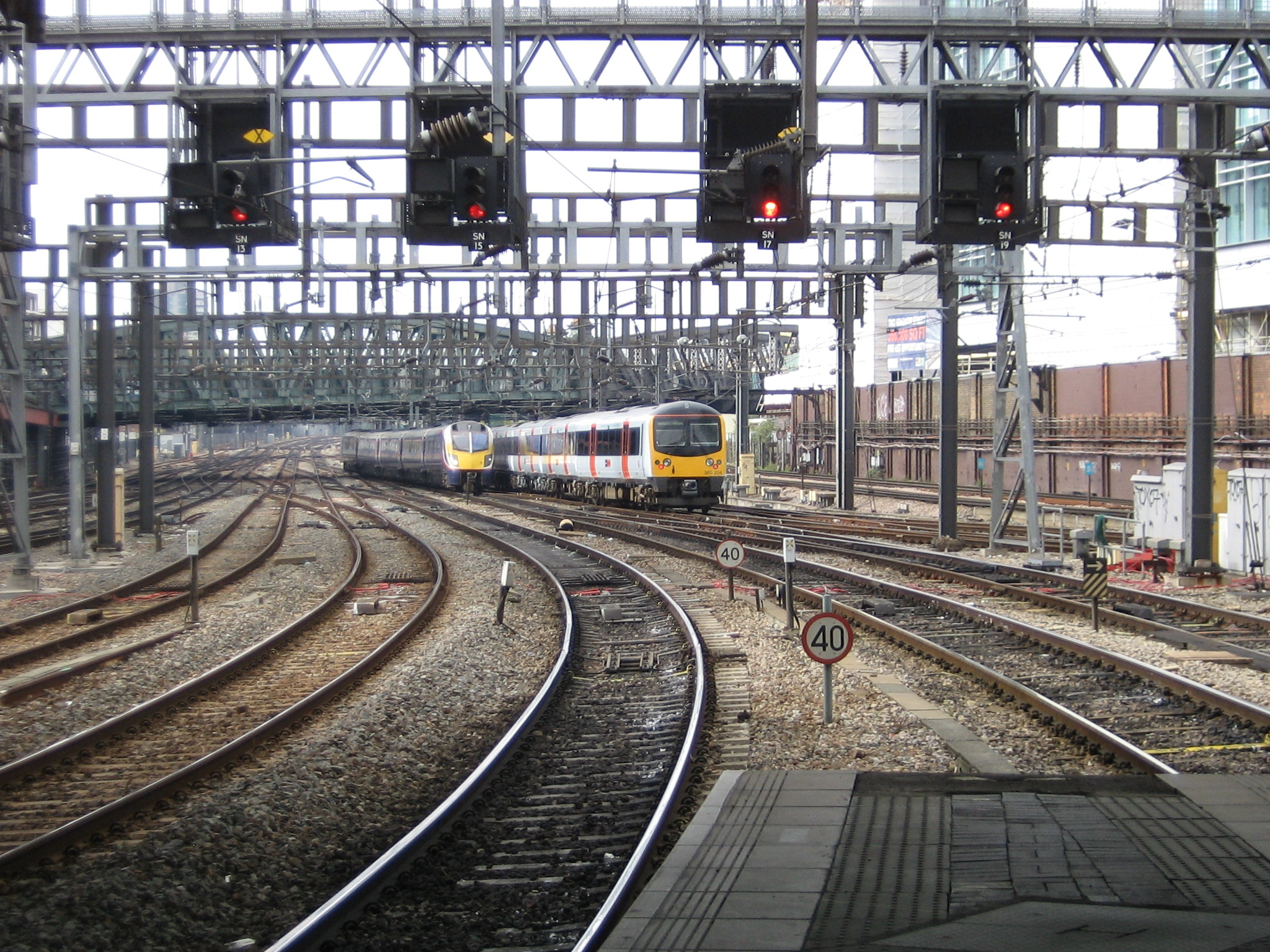
Станція Паддінгтон, східний напрямок

На початок ХХІ сторіччя комплекс станції має 7 платформ, (колії з 1 - 12, та 14). Платформи колій 1 - 8 розташовані на місці трьох перших платформ вокзалу, побудованих ще в 1854 році, платформи колій з 9 по 12 - на місці прибудованої пізніше четвертої. Платформа колії 14 розташована в тому місці, де розташовувалась станція Metropolitan Railway - Бішопс-брідж. У безпосередній близькості розташовані два окремі перони, відповідно 15 і 16, для прийому поїздів, що прямують по лінії метро Хаммерсміт-енд-Сіті та Кільцевої лінії
Платформи колій 6 і 7 приймають поїзди-експреси з аеропорту Хітроу (Хітроу-Експрес), в той час, як платформи колій 13 і 14 використовуються суто для відправлення приміських поїздів. Всі інші платформи можуть бути використані для відправлення поїздів в будь-якому напрямку. Однак, як правило, поїзди далекого прямування вирушають із західних платформ, а приміські (включаючи ще один маршрут до аеропорту Хітроу Хітроу-Коннект) - зі східних.

## Пересадки
Від будівлі вокзалу вирушають автобуси оператора London Buses, № 23 та 205. 
Біля будівлі вокзалу розташовані три станції Лондонського метрополітену — Паддінгтон, Паддінгтон та на відстані крокової досяжності Ланкастер-гейт. Також поруч знаходиться вокзал станції Мерілебон.